# 굵은엄지손가락박쥐
굵은엄지손가락박쥐(Glischropus tylopus)는 애기박쥐과에 속하는 박쥐의 일종이다. 브루나이와 인도네시아, 말레이시아, 미얀마, 필리핀 그리고 태국에서 발견된다.

## 아종
2종의 아종으로 이루어져 있다.
- G. t. tylopus
- G. t. batjanus